# Dorfkirche Oberhasel

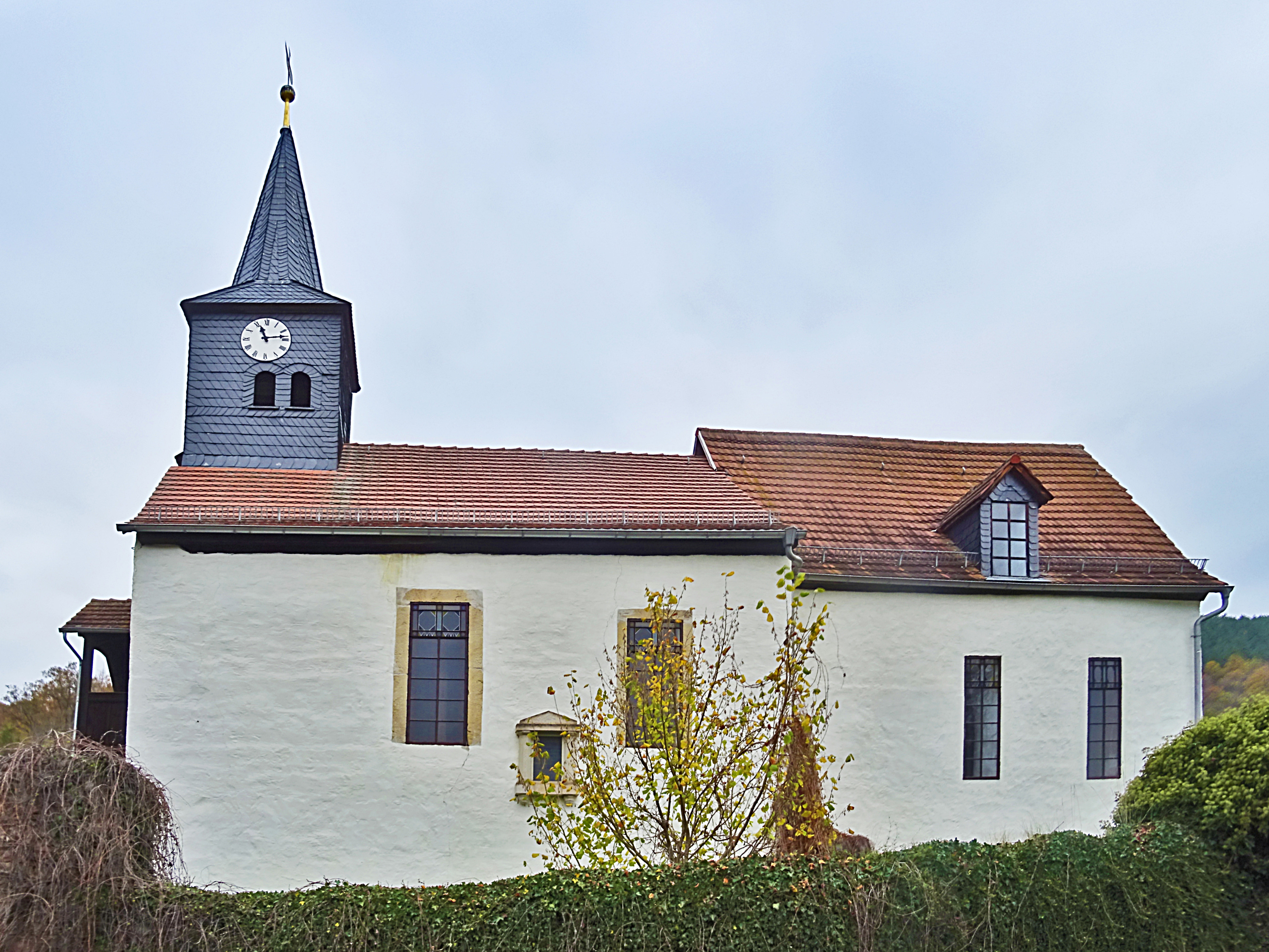
Die Kirche

Die evangelische Dorfkirche Oberhasel steht im Ortsteil Oberhasel der Gemeinde Uhlstädt-Kirchhasel im Landkreis Saalfeld-Rudolstadt in Thüringen.

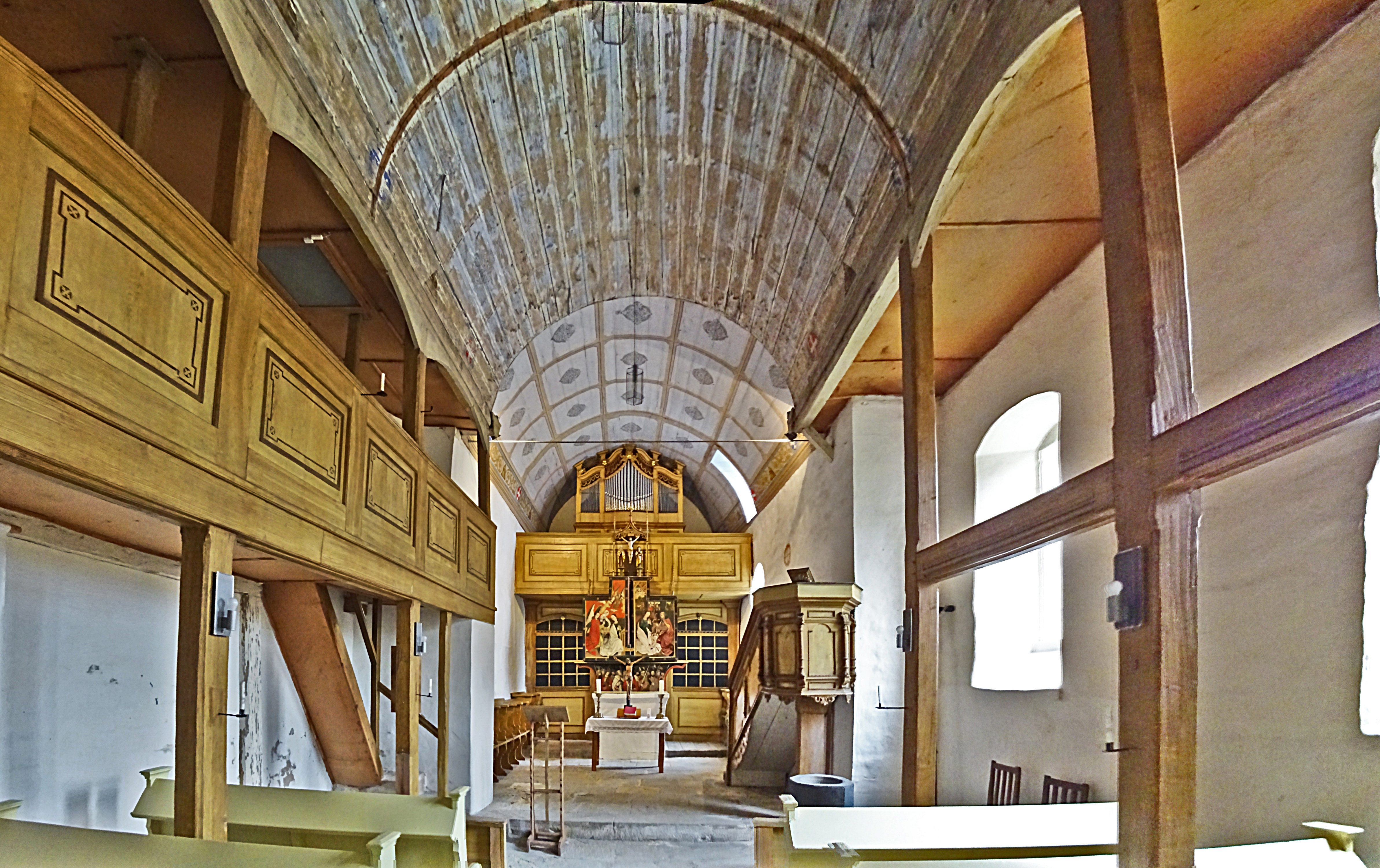
Innenansicht

## Geschichte
Einst stand an der Stelle der 1490 ersterwähnten Dorfkirche eine romanische Kapelle.
Glanzstück der Innenausstattung ist der spätgotische Schnitzaltar aus der Zeit um 1490 aus Saalfelder Schule. Ab 1996 wurde dieser Altar restauriert. Eine Spenderin ermöglichte dies über die Deutsche Stiftung Denkmalschutz.
1496 lebte  und wirkte im Dorf nachweislich ein Pfarrer in einer Pfarrei. Die wohl auch als Wegekapelle fungierende Kapelle war so groß wie der jetzige Ostteil der Kirche (Chor und Sakramentsnische einschließlich Rundbogenfenster). Der Taufstein trägt die Jahreszahl 1650, die Kanzel die Inschrift 1715. Im Jahr 1811 wurde die Kirche restauriert.
Die Orgel mit 10 Registern, verteilt auf 1 Manuale und Pedal, wurde 1812 von Johann Wilhelm Salfelder gebaut.
Im Turm arbeitet zuverlässig das Turmuhrwerk von Bernhard Saam (Themar No.380).